# Lagocheirus plantaris
Lagocheirus plantaris es una especie de escarabajo longicornio del género Lagocheirus, tribu Acanthocinini, subfamilia Lamiinae. Fue descrita científicamente por Erichson en 1847.

## Descripción
Mide 12-20 milímetros de longitud.

## Distribución
Se distribuye por Bolivia, Brasil, Colombia, Costa Rica, Ecuador, Nicaragua, Panamá, Paraguay y Perú.